# Halodromus patellaris
Halodromus patellaris là một loài nhện trong họ Philodromidae.
Loài này thuộc chi Halodromus. Halodromus patellaris được Jörg Wunderlich miêu tả năm 1987.